# Fjällbacka
Fjällbacka ist eine Ortschaft (tätort) in der schwedischen Provinz Västra Götalands län und der historischen Provinz Bohuslän. Der Ort in der Gemeinde Tanum liegt am Riksväg 163, etwa 130 Kilometer nördlich von Göteborg und etwa 45 Kilometer von der norwegischen Grenze entfernt.

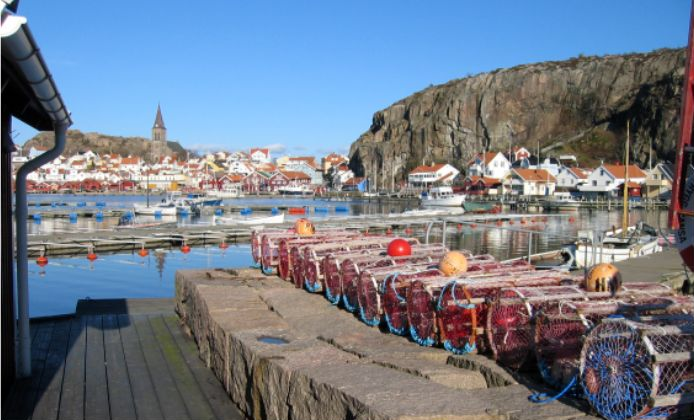
Der Hafen von Fjällbacka

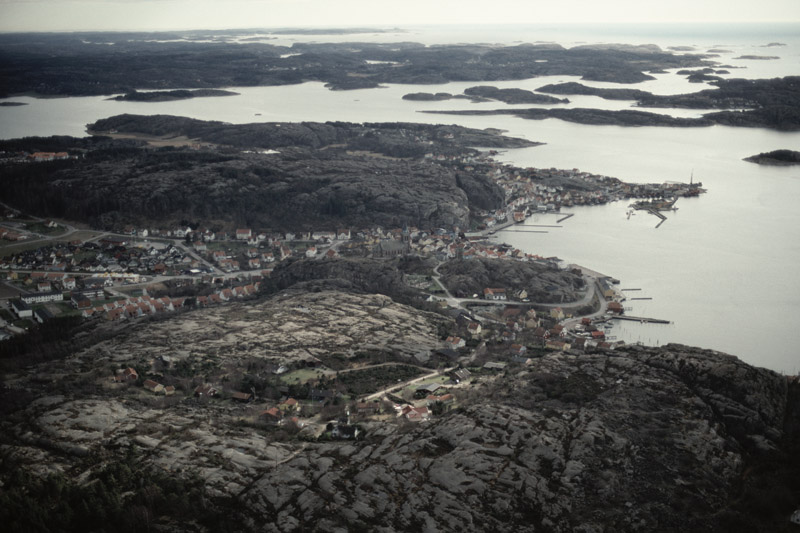
Fjällbacka Luftbild

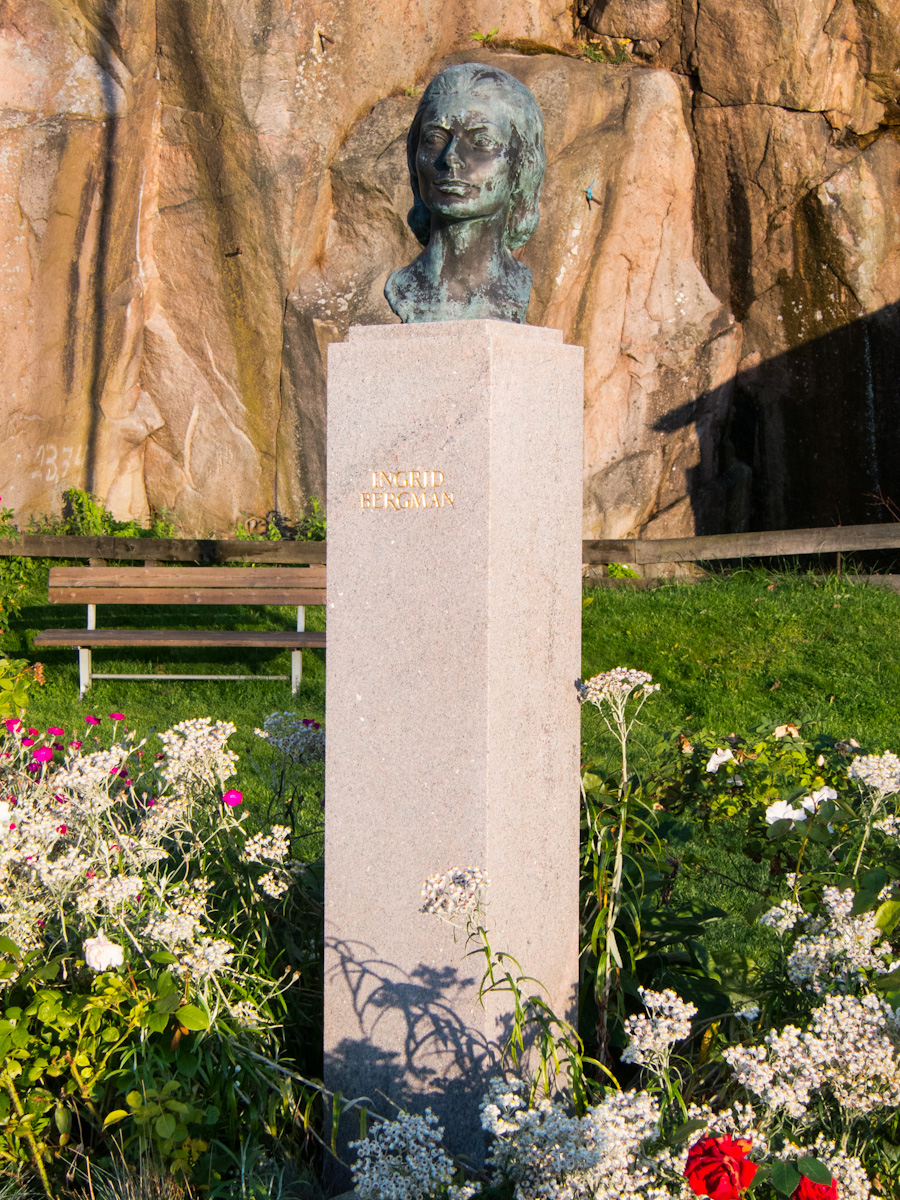
Ingrid-Bergman-Denkmal

Fjällbacka gehört zu den touristisch bekannten Orten an der schwedischen Westküste, denn die steilen Wände des Vetteberg ragen fast senkrecht unmittelbar hinter den letzten Häusern auf. Durch den Vetteberg verläuft die Kluft Kungsklyfta, bei der Teile des Films Ronja Räubertochter gedreht wurden. Der Fischerort war schon früh als Badeort bekannt.

## Persönlichkeiten
Gorch Fock ist auf der unbewohnten Insel Stensholmen vor Fjällbacka begraben. Seine Leiche wurde nach der Seeschlacht am Skagerrak auf der nahgelegenen Insel Väderöbod an Land getrieben und am 2. Juli 1916 auf einem kleinen Soldatenfriedhof beigesetzt.
Ingrid Bergman machte regelmäßig auf der Insel Dannholmen vor Fjällbacka Urlaub. Nach ihrem Tod wurde dort ihre Asche auf See verstreut. Ihr zu Ehren heißt der Hauptplatz beim Hafen heute Ingrid Bergmans Torg; dort befindet sich auch das 1983 errichtete Ingrid-Bergman-Denkmal mit einer vom Bildhauer Gudmar Olofsson geschaffenen Büste.
Die Schriftstellerin Camilla Läckberg wurde in Fjällbacka geboren. Auch ihre Kriminalromane spielen in der Gegend ihres Geburtsorts.